# Gras
|  | Aquest article tracta sobre el municipi francès. Vegeu-ne altres significats a «Sobrepès». |

Gras és un municipi francès situat al departament de l'Ardecha i a la regió d'Alvèrnia-Roine-Alps. L'any 2007 tenia 494 habitants.

## Demografia

### Població
El 2007 la població de fet de Gras era de 494 persones. Hi havia 189 famílies de les quals 45 eren unipersonals (33 homes vivint sols i 12 dones vivint soles), 53 parelles sense fills, 66 parelles amb fills i 25 famílies monoparentals amb fills.
La població ha evolucionat segons el següent gràfic:
Habitants censats

### Habitatges
El 2007 hi havia 323 habitatges, 194 eren l'habitatge principal de la família, 127 eren segones residències i 2 estaven desocupats. 312 eren cases i 11 eren apartaments. Dels 194 habitatges principals, 166 estaven ocupats pels seus propietaris, 18 estaven llogats i ocupats pels llogaters i 9 estaven cedits a títol gratuït; 2 tenien una cambra, 12 en tenien dues, 25 en tenien tres, 57 en tenien quatre i 97 en tenien cinc o més. 170 habitatges disposaven pel capbaix d'una plaça de pàrquing. A 94 habitatges hi havia un automòbil i a 95 n'hi havia dos o més.

### Piràmide de població
La piràmide de població per edats i sexe el 2009 era:
| Homes | Edats   | Dones |
| ----- | ------- | ----- |
| 0     | 95 o +  | 0     |
| 4     | 90 a 94 | 0     |
| 4     | 85 a 89 | 4     |
| 4     | 80 a 84 | 0     |
| 16    | 75 a 79 | 8     |
| 4     | 70 a 74 | 8     |
| 4     | 65 a 69 | 8     |
| 16    | 60 a 64 | 12    |
| 8     | 55 a 59 | 12    |
| 12    | 50 a 54 | 12    |
| 16    | 45 a 49 | 8     |
| 20    | 40 a 44 | 16    |
| 12    | 35 a 39 | 20    |
| 8     | 30 a 34 | 16    |
| 0     | 25 a 29 | 4     |
| 12    | 20 a 24 | 8     |
| 12    | 15 a 19 | 16    |
| 8     | 10 a 14 | 4     |
| 16    | 5 a 9   | 8     |
| 24    | 0 a 4   | 4     |

## Economia
El 2007 la població en edat de treballar era de 320 persones, 227 eren actives i 93 eren inactives. De les 227 persones actives 198 estaven ocupades (104 homes i 94 dones) i 28 estaven aturades (12 homes i 16 dones). De les 93 persones inactives 38 estaven jubilades, 25 estaven estudiant i 30 estaven classificades com a «altres inactius».

### Ingressos
El 2009 a Gras hi havia 198 unitats fiscals que integraven 513 persones, la mediana anual d'ingressos fiscals per persona era de 15.541 €.

### Activitats econòmiques
Dels 24 establiments que hi havia el 2007, 1 era d'una empresa de fabricació d'altres productes industrials, 5 d'empreses de construcció, 6 d'empreses de comerç i reparació d'automòbils, 5 d'empreses d'hostatgeria i restauració, 1 d'una empresa d'informació i comunicació, 3 d'empreses de serveis, 1 d'una entitat de l'administració pública i 2 d'empreses classificades com a «altres activitats de serveis».
Dels 6 establiments de servei als particulars que hi havia el 2009, 3 eren paletes, 1 lampisteria, 1 electricista i 1 restaurant.
L'únic establiment comercial que hi havia el 2009 era una botiga de menys de 120 m².
L'any 2000 a Gras hi havia 43 explotacions agrícoles que ocupaven un total de 1.012 hectàrees.

## Equipaments sanitaris i escolars
El 2009 hi havia una escola elemental.

## Poblacions properes
El següent diagrama mostra les poblacions més properes.